# 城北镇 (剑阁县)
城北镇，是中华人民共和国四川省广元市剑阁县曾经下辖的一个镇。2020年5月，撤销城北镇、闻溪乡、田家乡、凉山乡，将原城北镇、原闻溪乡、原田家乡和原凉山乡皇柏村、联合村、盐井村、清凉村、松林村、云凤村以及原北庙乡五星村、星光村、青碑村所属行政区域划归普安镇管辖。

## 行政区划
城北镇撤销前下辖以下地区：
城北村、剑公村、闻溪村、剑北村、碑梁村、红双村、柳垭村、石庙村、前锋村、闻风村、民主村、新华村、亮垭村、水池村、锯山村、飞凤村和龙凤村。